# Jérôme Rothen
Jérôme Rothen (ur. 31 marca 1978 w Châtenay-Malabry – francuski piłkarz występujący na pozycji pomocnika.

## Kariera klubowa
Jérôme Rothen zawodową karierę rozpoczynał w 1997 roku w drugoligowym SM Caen. W pierwszym sezonie występów Francuz pełnił tam rolę rezerwowego, jednak grywał dosyć regularnie. W kolejnych rozgrywkach Rothen miał już zapewnione miejsce w podstawowej jedenastce. Był jedną z najważniejszych postaci w drużynie, która zajęła piątą lokatę w ligowej tabeli. W sezonie 1999/2000 Jérôme także znajdował się w grupie zawodników, którzy stanowili o sile Caen. Rozegrał 38 meczów w Ligue 2, jednak nie pomógł swojemu zespołowi w wywalczeniu awansu do pierwszej ligi. Łącznie w barwach Caen Rothen wystąpił w 98 pojedynkach drugiej ligi.
Latem 2000 roku podpisał kontrakt z Troyes AC, w którym zadebiutował w rozgrywkach Ligue 1, a także w Pucharze UEFA. W ekipie prowadzonej przez Alaina Perrina francuski zawodnik bez problemów wywalczył sobie miejsce w wyjściowym składzie. W linii pomocy występował między innymi u boku takich zawodników jak Szwajcar Fabio Celestini i Algierczyk Rafik Saïfi. W Troyes Jérôme grał jednak tylko przez półtora sezonu. W czasie pobytu na Stade de l’Aube rozegrał 46 spotkań, w których cztery razy wpisał się na listę strzelców.
W zimowym okienku transferowym sezonu 2001/2002 przeszedł do broniącego się przed spadkiem do drugiej ligi AS Monaco. Zespół z Księstwa zdołał utrzymać się w najwyższej klasie rozgrywek w kraju, a w kolejnych sezonach radził już sobie znacznie lepiej. W rozgrywkach 2002/2003 wywalczył wicemistrzostwo Francji oraz zdobył Puchar Ligi Francuskiej, a w sezonie 2003/2004 zajął w ligowej tabeli trzecie miejsce. Rothen w trakcie pobytu w Monako grał w pomocy z takimi piłkarzami jak Ludovic Giuly, Lucas Bernardi, Andreas Zikos i Jaroslav Plašil. Zagrał w finale Ligi Mistrzów, gdzie AS Monaco przegrało z FC Porto (pierwsze trofeum Jose Mourinho).
Łącznie wystąpił w 46 meczach Ligue 1, po czym przeniósł się do Paris Saint-Germain. W rozgrywkach 2004/2005 na boisku pojawił się osiemnaście razy, jednak w kolejnym sezonie rozegrał już 28 spotkań. Stworzył wówczas linię pomocy razem z Vikashem Dhorasoo, Modeste M’Bamim oraz Bonaventure Kalou. PSG zajęło dziewiąte miejsce w lidze, ale dzięki zwycięstwu w Pucharze Francji zakwalifikowało się do eliminacji Pucharu UEFA. Francuski zespół w 1/8 finału tych rozgrywek został jednak wyeliminowany przez Benfikę Lizbona. Paris Saint-Germain zmagania Ligue 1 zakończyło dopiero na piętnastym miejscu mając tylko dziewięć punktów przewagi nad strefą spadkową. Jérôme rozegrał 27 meczów, w których strzelił dwie bramki.
1 września 2009 roku, w ostatnim dniu letniego okienka transferowego Rothen trafił do zespołu aktualnego mistrza Szkocji – Rangers F.C. na zasadzie wypożyczenia. Umowa z klubem z Ibrox Park będzie obowiązywać przez rok. Zadebiutował 12 września podczas meczu z Motherwell. Do 2010 rozegrał w Rangers jeszcze trzy mecze. Następnie trafił do Ankaragücü. W latach 2011–2013 grał w SC Bastia, a karierę kończył w 2014 roku w Caen.
| Sezon   | Klub                | Kraj    | Rozgrywki      | Mecze | Bramki | Rozgrywki Europy   | Mecze | Bramki |
| ------- | ------------------- | ------- | -------------- | ----- | ------ | ------------------ | ----- | ------ |
| 1997/98 | SM Caen             | Francja | Division 2     | 23    | 3      | -                  | -     | -      |
| 1998/99 | SM Caen             | Francja | Division 2     | 37    | 5      | -                  | -     | -      |
| 1999/00 | SM Caen             | Francja | Division 2     | 38    | 3      | -                  | -     | -      |
| 2000/01 | Troyes AC           | Francja | Division 1     | 30    | 4      | -                  | -     | -      |
| 2001/02 | Troyes AC           | Francja | Division 1     | 16    | 0      | Liga Europy UEFA   | 12    | 2      |
| 2001/02 | AS Monaco           | Francja | Division 1     | 11    | 1      | -                  | -     | -      |
| 2002/03 | AS Monaco           | Francja | Ligue 1        | 37    | 4      | -                  | -     | -      |
| 2003/04 | AS Monaco           | Francja | Ligue 1        | 34    | 0      | Liga Mistrzów UEFA | 12    | 1      |
| 2004/05 | Paris Saint-Germain | Francja | Ligue 1        | 18    | 1      | Liga Mistrzów UEFA | 2     | 0      |
| 2005/06 | Paris Saint-Germain | Francja | Ligue 1        | 28    | 1      | -                  | -     | -      |
| 2006/07 | Paris Saint-Germain | Francja | Ligue 1        | 27    | 2      | Liga Europy UEFA   | 4     | 0      |
| 2007/08 | Paris Saint-Germain | Francja | Ligue 1        | 32    | 3      | -                  | -     | -      |
| 2008/09 | Paris Saint-Germain | Francja | Ligue 1        | 34    | 3      | Liga Europy UEFA   | 10    | 1      |
| 2009/10 | Rangers F.C. (wyp.) | Szkocja | Premier League | 4     | 0      | Liga Mistrzów UEFA | 3     | 0      |
| 2009/10 | Ankaragücü (wyp.)   | Turcja  | Süper Lig      | 12    | 0      | -                  | -     | -      |
| 2010/11 | Paris Saint-Germain | Francja | Ligue 1        | 0     | 0      | -                  | -     | -      |
| 2011/12 | SC Bastia           | Francja | Ligue 2        | 34    | 4      | -                  | -     | -      |
| 2012/13 | SC Bastia           | Francja | Ligue 1        | 28    | 3      | -                  | -     | -      |
| 2013/14 | SM Caen             | Francja | Ligue 2        | 8     | 1      | -                  | -     | -      |

## Kariera reprezentacyjna

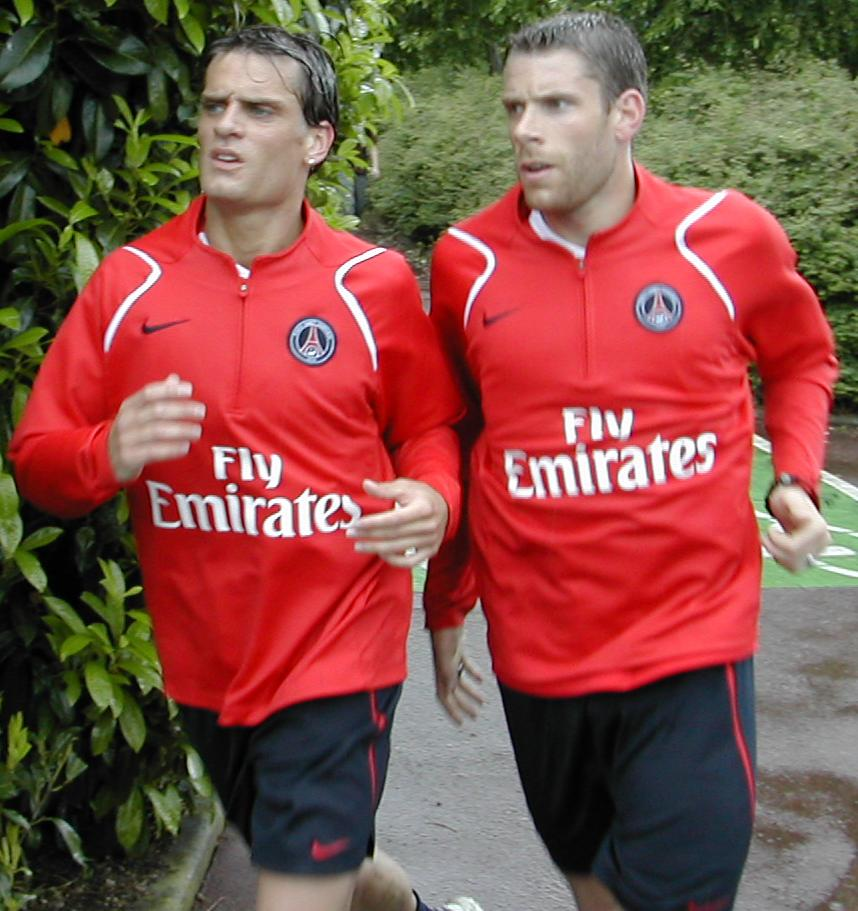
Jérôme Rothen i Sylvain Armand

W reprezentacji Francji Rothen zadebiutował 29 marca 2003 roku w wygranym 6:0 spotkaniu przeciwko Malcie. W tym samym roku wraz z drużyną narodową wywalczył Puchar Konfederacji pokonując w finale po dogrywce Kamerun 1:0. W 2004 roku Jacques Santini powołał go na Mistrzostwa Europy. Na imprezie tej Francuzi dotarli do ćwierćfinału, gdzie przegrali 0:1 z późniejszymi triumfatorami turnieju – Grekami.
W 2006 roku Jérôme ani razu nie został powołany do drużyny narodowej, nie pojechał także na mistrzostwa świata, na których "Trójkolorowi" zdobyli srebrny medal przegrywając w meczu finałowych z Włochami po rzutach karnych. Rothen powrócił do kadry Francuzów na mecze eliminacji do Euro 2008. 10 października 2007 roku w wygranym 6:0 pojedynku z Wyspami Owczymi Francuz strzałem z rzutu wolnego zdobył swoją pierwszą bramkę w drużynie narodowej.

## Sukcesy
- Puchar Ligi Francuskiej: 2
  - 2003, 2008
- Puchar Konfederacji: 1
  - 2003
- Puchar Francji: 1
  - 2006